# Brandkasten

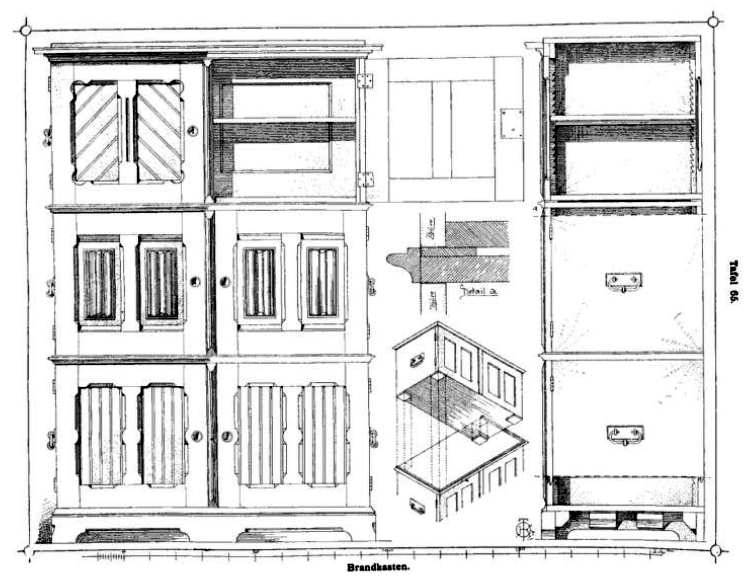
Brandkiste (Brandkasten), Grafik aus Theodor Krauth und Franz Sales Meyer, „Das Schreinerbuch“, Leipzig 1902, Tafel 65

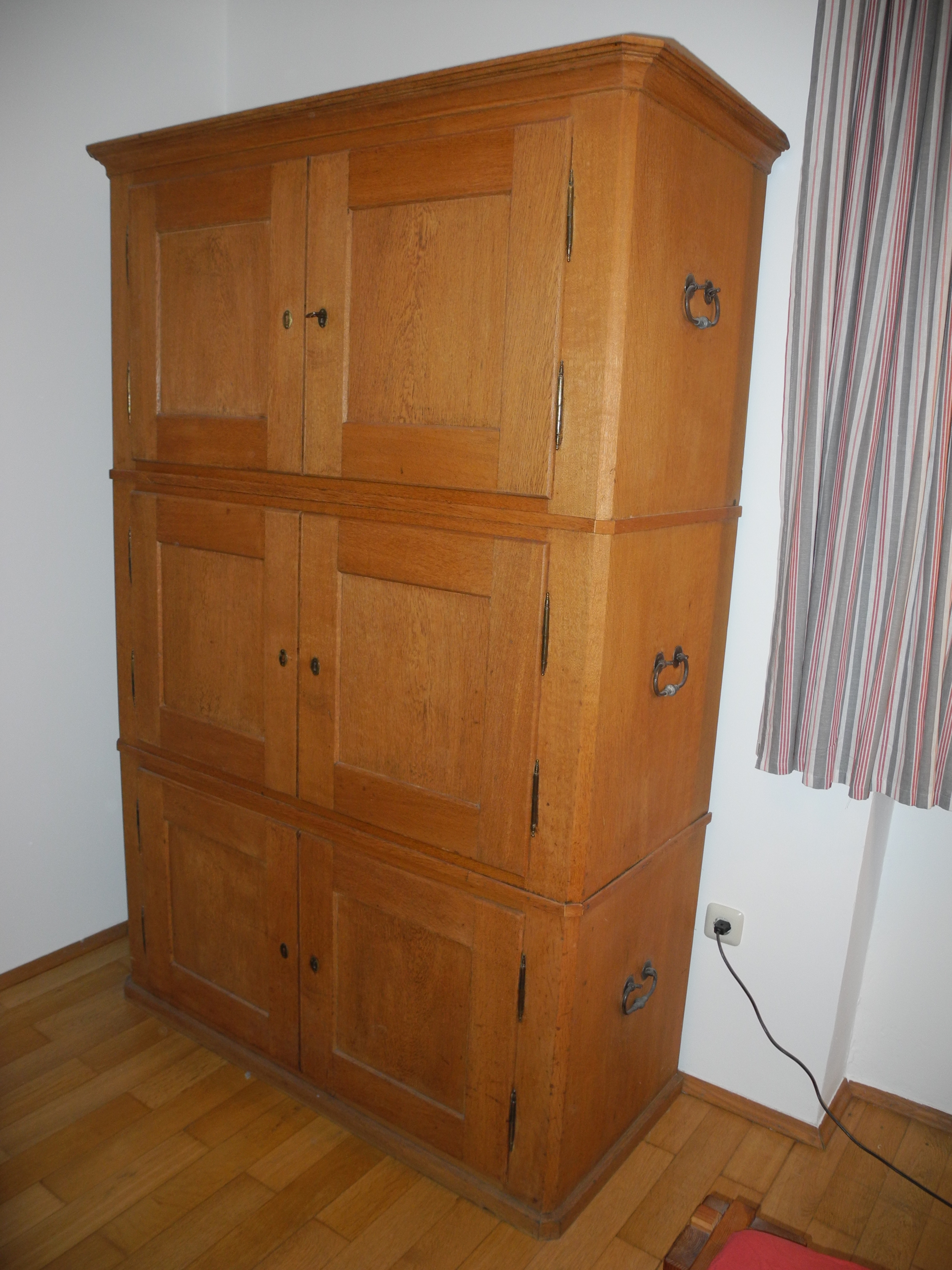
Ein aus drei Brandkasten gebildeter sechstüriger Schrank

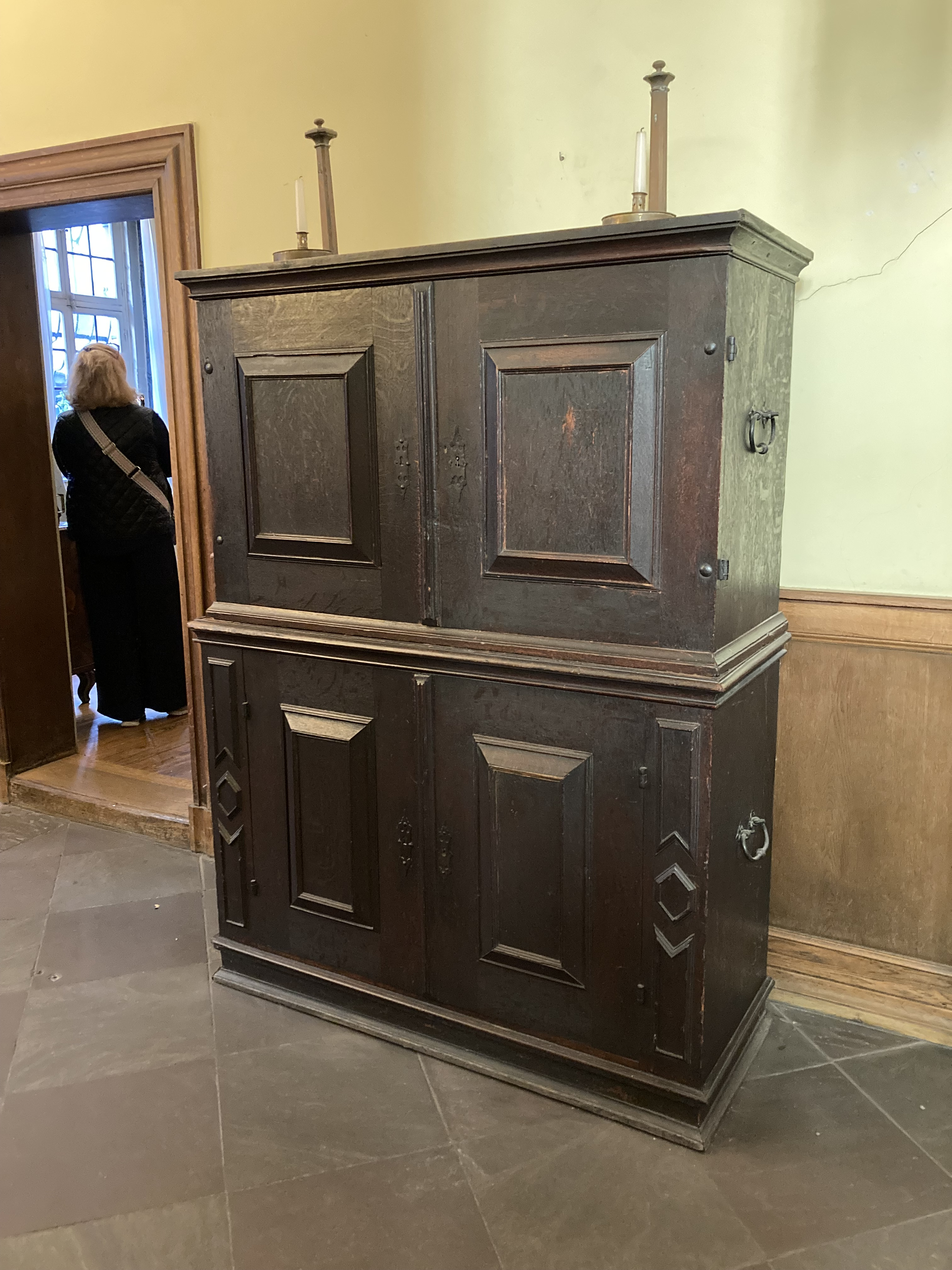
Viertüriger Brandschrank aus zwei Brandkisten im Goethe-Haus in Frankfurt am Main

Ein Brandkasten (auch: Brandkiste) ist ein meist zweitüriger Kasten mit an den Schmalseiten angebrachten Traggriffen, in dem zum Beispiel Textilien (etwa Bettwäsche oder Tischdecken) aufbewahrt werden. Drei solcher Brandkisten aufeinandergestapelt bilden einen sechstürigen Schrank, den Brandschrank. 
Im Falle eines Stuben- oder Hausbrandes konnte die Brandkiste an ihren seitlich angebrachten Griffen aus dem Gefahrenbereich herausgetragen und ihr Inhalt so vor dem Feuer in Sicherheit gebracht werden. Auch bei Umzügen bewährte sich der Brandkasten durch seine Transportierbarkeit. 
In ihrem „Schreinerbuch“ von 1902 beschrieben Theodor Krauth und Franz Sales Meyer den Brandkasten wie folgt:
„Die Brandkisten oder Brandkasten sind zwar eine nicht schöne, aber zweckmässige und empfehlenswerte Einrichtung. Sie werden gebildet durch Aufeinanderstellen verschiedener für sich bestehender zweithüriger Kasten und dienen zur Aufnahme von Wäsche, Kleidern, Büchern etc. 
Sie gewinnen dem Vorteil einer bequemen Transportierung beim Umzug und in Brandfällen, daher der Name. 
Da die Brandkisten gewöhnlich in untergeordnete Räume, auf Vorplätze und Gänge zu stehen kommen, werden sie meist aus Weichholz, seltener aus Hartholz gebaut. Des schweren Inhaltes halber empfiehlt sich starkes Holz und solide Konstruktion. Sehr wichtig sind die an den Seiten jedes Einzelkastens anzubringenden Bügelgriffe. Da es sich hierbei nicht um einen Schmuck, sondern nur um bequemes Tragen handelt, so treffe man darnach die Wahl dieses Beschläges. 
Dem untersten Kasten giebt man den Sockel, dem obersten ein Gesimse bei in fester Verbindung oder in der Form für sich bestehender Kränze.“